# Ranunculus adoneus
Ranunculus adoneus is een vaste plant uit de ranonkelfamilie (Ranunculaceae) die groeit in de Alpiene zone van de Rocky Mountains in Noord Amerika. De bloem wordt vooral aangetroffen in Colorado en Wyoming maar komt ook in Idaho, het noorden van Utah and het oosten van Nevada voor. Hij wordt meestal aangetroffen in laag begroeide weiden, langs de rand van smeltende sneeuw en wordt ook wel sneeuw boterbloem genoemd (snow buttercup in het Engels).

## Naamgeving
Ranunculus adoneus werd voor het eerst beschreven door de beroemde Amerikaanse botanicus Asa Gray in een lijst van soorten die in de zomer en herfst van 1862 door meerdere botanici verzameld waren in of vlak bij de Rocky Mountains in Colorado.

## Kenmerken
De bladeren van R. adoneus zijn ongeveer 4 cm in diameter en vormen vaak slechts één paar. Ze zijn diep ingesneden in lineaire lobben, met smalle bladsegmenten die aan de basis en langs de stengel groeien. De stengel, die ongeveer 9 - 25 cm lang is, is kaal en vrij dik en stijgt rechtop vanaf de wortels. Deze draagt 1 tot 3 bloemen die geel zijn met 5 tot 10 wigvormige bloembladen. De bloemen zijn groter dan het blad, ongeveer 4 cm en staan laag in de jonge plant maar worden hoger door stengelstrekking in de zomer. De bloemen zijn protogyn: de stampers rijpen vóór de rijping van de helmknoppen om zelfbestuiving te voorkomen.
De bloem heeft 5 groengele kelkblaadjes met aan de onderkant witte haren. De kroonblaadjes zijn overlappend en naar de punt toe gebogen, zodat de bloem komvormig is.
De bloembodem draagt 50-150 stempels, die over meerdere dagen rijpen. De fotosynthetische vruchten zijn groene hoofdjes die vele nootjes bevatten. Na rijping verspreiden de zaden zich voornamelijk door zwaartekracht 3 tot 5 weken na de bevruchting.

## Habitat en verspreiding
Ranunculus adoneus is een inheemse soort die alleen voorkomt in de Rocky Mountains rond de sneeuwgrens, waar hij vrij algemeen is. Het is een langlevende vaste plant die wordt aangetroffen op hoogliggende weiden in alpine omgevingen. De planten verschijnen aan de rand van de smeltende sneeuw en bloeien binnen enkele dagen. De bloeitijd van R. adoneus wordt bepaald door de tijd van het smelten van de sneeuw, zodat bij een steile helling eerst op een lagere hoogte bloemen verschijnen en vervolgens, bij het smelten van de sneeuw, verschijnen ze enkele tienden meters hoger. De planten worden gevonden op een hoogte van 2500 - 4000 meter. De bloei duurt langer op lagere hoogten. De bloemen blijven ongeveer 10 dagen goed. Secundaire bloemen kunnen een week of twee na de primaire bloemen opengaan.

## Heliotropisme
De bloemen worden gekenmerkt door heliotropisme, een eigenschap die vaak aanwezig is in alpen- en arctische planten. Hierdoor kunnen de bloemen de zon volgen, opwarmen en insecten aantrekken. Als de bloemen niet binnen 45° in lijn met de zon staan en er minder insecten de bloem bezoeken, is de zaadopbrengst veel lager.